# نهر ساليناس
نهر ساليناس هو أطول نهر في الساحل الأوسط في كاليفورنيا ويمتد 175 ميل (282 كـم) واستنزاف 4,160 ميل مربع (10,800 كـم2). يتدفق من الشمال إلى الشمال الغربي ويستنزف وادي ساليناس الذي يقطع عبر نطاقات ساحل كاليفورنيا الوسطى جنوب خليج مونتيري. يبدأ النهر في جنوب مقاطعة سان لويس أوبيسبو وينشأ في تلال لوس ماتشوس في غابة لوس بادريس الوطنية. من هناك يتدفق النهر شمالًا إلى مقاطعة مونتيري ويشق طريقه في النهاية للاتصال بخليج مونتيري وهو جزء من المحيط الهادئ على بعد نحو 5 ميل (8.0 كـم) جنوب موس لاندينغ. النهر ممر للحياة البرية، ويوفر المصدر الرئيسي للمياه من خزاناته وروافده للمزارع وكروم العنب في الوادي.